# Follow The Cipher
Follow The Cipher – zespół muzyczny, wykonujący muzykę z gatunku power metal/metal symfoniczny/speed metal, pochodzący ze Szwedzkiego miasta Falun.

## Opis zespołu
Zespół został utworzony w 2014 roku przez członka grupy Sabaton Kena Kängströma, który został jego głównym gitarzystą. Pozostali członkowie Follow The Cipher to: Jonas Asplind - basista; Karl Löfgren - perkusista; Viktor Carlsson - gitarzysta/wokalista; Linda Toni Grahn - główna wokalistka. 
W maju 2018 roku na rynku zadebiutował pierwszy krążek zespołu, nazwany Follow The Cipher, wydany przez wytwórnię Nuclear Blast Records.
W stylu muzycznym zespołu da się zauważyć elementy charakterystyczne dla gatunku Eurodance, co sprawia, że bywa on porównywany z (również pochodzącym ze Szwecji) zespołem Amaranthe. 

## Dyskografia[7]
- Follow The Cipher (11 maja 2018, Nuclear Blast)

## Skład zespołu
- Jonas Asplind – gitara basowa, wokal wspierający (od 2014)
- Karl Löfgren – perkusja (od 2014)
- Ken Kängström – gitara (od 2014)
- Viktor Carlsson – gitara, śpiew (od 2014)
- Linda Toni Grahn – śpiew (od 2014)